# نواف الحازمي
نواف محمد سالم الحازمي الحربي  (9 أغسطس 1976 - 11 سبتمبر 2001) كان واحدا من خمسة أشخاص أختطفوا طائرة الخطوط الجوية الأمريكية الرحلة 77 التي تحطمت في البنتاغون كجزء من هجمات 11 سبتمبر في الولايات المتحدة.
غادر الحازمي وصديقه القديم خالد المحضار منزلهما في المملكة العربية السعودية في عام 1995 للقتال في حرب البوسنة، وسافر الحازمي فيما بعد إلى أفغانستان للقتال مع طالبان ضد التحالف الشمالي الأفغاني، وعاد إلى المملكة العربية السعودية في أوائل عام 1999.
منذ زمن بعيد اختار أسامة بن لادن الحازمي ومقاتلون آخرون من القاعدة ذوي خبرة طويلة في القتال لتوجيه شركات الطيران التجارية إلى أهداف محددة في الولايات المتحدة. حصل الحازمي والمحظار على تأشيرات سياحية أمريكية في أبريل 1999، حيث تدرب الحازمي في معسكر تدريب للقاعدة في خريف عام 1999، وسافر إلى ماليزيا لحضور قمة القاعدة عام 2000.
وصل الحازمي إلى لوس أنجلوس كاليفورنيا من بانكوك تايلاند في 15 يناير 2000 برفقة خالد المحضار، واستقرا الاثنان في سان دييغو وبقيا في شقق باركوود حتى مايو 2000. وأثناء تواجدهم في سان دييغو حضروا مسجدها بقيادة أنور العولقي، وأخذ الاثنان دروس الطيران خلال ذلك الشهر في سان دييغو، نظرًا لقلة مهارات اللغة الإنجليزية لديهما لم يكن أداءهما جيدًا واعتبرهما المدرب مشبوهان.
ترك المحظار الحازمي في كاليفورنيا وأتجه إلى اليمن في يونيو 2000، وبقي الحازمي في كاليفورنيا حتى التقى هاني حنجور في ديسمبر 2000، وسافر كلاهما إلى فينيكس أريزونا، وانتقلوا لاحقًا إلى فولز تشيرش فرجينيا في أبريل 2001 حيث بدأ بقية الخاطفين في الانضمام إليهم. التقى الحازمي بشكل متكرر مع محمد عطا زعيم الهجمات خلال صيف عام 2001.
بحسب ما ورد تلقت وكالة الاستخبارات المركزية اسم الحازمي على قائمة تضم 19 شخصًا يشتبه في تخطيطهم لهجوم في المستقبل القريب، وكان الحازمي أحد الأسماء الأربعة المدرجة في القائمة والتي كانت معروفة على وجه اليقين. بدأ البحث عن الحازمي وإرهابيين آخرين مشتبه بهم، لكنهم لم يحدد مكانهم إلا بعد الهجمات.
في 10 سبتمبر 2001 قام الحازمي مع المحظار وحنجور بزيارة فندق في هيرندون فرجينيا. وفي صباح اليوم التالي استقل الحازمي وأربعة آخرين الرحلة 77 التابعة لشركة الخطوط الجوية الأمريكية في مطار دالاس وخطفوا الطائرة وتمكن هاني حنجور من قيادة الطائرة وتحطيمها داخل البنتاغون كجزء من هجمات 11 سبتمبر.
أسفر الحادث عن مقتل جميع ركاب الطائرة الـ 64 و 125 شخص آخر في البنتاغون.

## خلفية
وُلِد نواف في مكة في المملكة العربية السعودية، سافر إلى أفغانستان في سن المراهقة في عام 1993، وزعم تقرير سي إن إن الأولي في أعقاب الهجمات أن أحد معارفه لم يكشف عن هويته نقل«أخبرني ذات مرة أن والده حاول قتله عندما كان طفلاً. لم يخبرني أبدًا لماذا، لكن كان لديه ندبة طويلة على ساعده» ، وادعى أن شقيقه الأكبر كان قائد شرطة في جازان.
في عام 1995 انضم هو وصديق طفولته خالد المحضار إلى مجموعة ذهبت للقتال إلى جانب المسلمين البوسنيين في الحرب البوسنية،  وبعد ذلك عاد نواف إلى أفغانستان مع شقيقه سالم والمحظار، وفي أفغانستان قاتلوا إلى جانب طالبان ضد التحالف الشمالي الأفغاني، وانضموا إلى تنظيم القاعدة، ومن ثم عاد نواف الحازمي إلى المملكة العربية السعودية في أوائل عام 1999.

## اختياره لمخطط 11 سبتمبر
كانا الحازمي ومحضار يحترمان بشكل كبير لدى أسامة بن لادن، حيث أنهما قد شاركا في المعارك في التسعينيات في البوسنة وغيرها، وفيما بعد اعتبر الحازمي «الرجل الثاني في القيادة»،  وعندما التزم بن لادن بمؤامرة «تشغيل الطائرات» في ربيع عام 1999، قام باختيار الحازمي ومحضار للمشاركة في المؤامرة كخاطفين للطيارات، وتم اختيار شخصان آخران من جنسية يمنية للمشاركة في الخطة ولكن بعد ذلك لم يتم اختيارهم عند التنفيذ لصعوبة التنسيق مع العمليات في الولايات المتحدة، وعرف الحازمي خلال الاستعدادات باسمربيع المكي، وكان حريصًا للغاية على المشاركة في العمليات داخل الولايات المتحدة، وكان قد حصل بالفعل على تأشيرة سياحية أمريكية،  في 3 أبريل 1999 من القنصلية الأمريكية في جدة، وذلك باستخدام جواز سفر جديد حصل عليه قبل بضعة أسابيع.
في خريف عام 1999 التحق هؤلاء الأربعة بمعسكر منجم أيناك التدريبي في أفغانستان، وذهب الحازمي مع وليد بن عطاش وأبو براء اليمني إلى كراتشي في باكستان، حيث قام خالد شيخ محمد منسق الحبكة بتعليمه عن الثقافة الغربية والسفر، وكذلك قام بتدريسه بعض العبارات الإنجليزية الأساسية.
لم يذهب المحظار معه إلى كراتشي بل غادر إلى اليمن، ثم أرسل خالد شيخ محمد الحازمي والرجال الآخرين إلى ماليزيا لحضور اجتماع، وقبل مغادرته دلل خالد شيخ محمد على جواز سفر الحازمي السعودي من أجل إخفاء سفره إلى باكستان وأفغانستان، ويبدو أن الحازمي قد وصل إلى ماليزيا من المملكة العربية السعودية عبر دبي.
بعد الهجمات قامت وكالة أسوشيتيد برس بإعادة نشر قصة «غريبة» لمؤسسة كودي انتربت عن شهود قالوا إن نواف دخل الولايات المتحدة خلال خريف عام 1999 عبر الحدود بين كندا والولايات المتحدة كواحد من رجلين يسلمان «فتحات إنارة في السقوف» إلى المدرسة الثانوية المحلية في كودي وايومنغ. وغادروا المدينة بعد 45 دقيقة مع صناديق الكرتون المتبقية، وزُعم أن الرجال سألوا «كيفية الوصول إلى فلوريدا».

### قمة ماليزيا
استنادًا إلى المعلومات التي كشف عنها مكتب التحقيقات الفيدرالي في قضية تفجيرات سفارتي الولايات المتحدة الأمريكية عام 1998 بدأت وكالة الأمن القومي (NSA) في تتبع اتصالات حمو المحظار وهو «أحمد محمد علي الهدا» الذي كان يقوم بتسهيل الاتصالات مع القاعدة، وفي عام 1999 كما أصبحت السلطات تدرك الحازمي كصديق ومشارك للمحظار، وكانت المخابرات السعودية تدرك أيضًا أن الحازمي كان مرتبطًا بتنظيم القاعدة وارتبط بتفجيرات السفارات الأفريقية عام 1998 ومحاولات تهريب الأسلحة إلى المملكة عام 1997. وقال أيضًا إنه كشف ذلك لوكالة المخابرات المركزية، قائلاً «ما قلناه لهم أن هؤلاء الأشخاص كانوا على قائمة مراقبتنا من الأنشطة السابقة للقاعدة». وتنفي وكالة الاستخبارات المركزية بشدة أنها تلقت أي تحذير من هذا القبيل.
في أواخر عام 1999 أبلغت وكالة الأمن القومي وكالة المخابرات المركزية الأمريكية عن اجتماع قادم في ماليزيا والذي ذكرت بأنه سيشمل «خالد» و «نواف» و «سالم». وفي 5 يناير وصل الحازمي إلى كوالالمبور حيث التقى مع المحظار وعطاش وأبو براء، وكانت المجموعة في ماليزيا للاجتماع مع رضوان عصام الدين لحضور قمة القاعدة عام 2000، والتي قد يتم خلالها ترتيب التفاصيل الرئيسية للهجمات.
كان رمزي بن الشيبة أيضًا في القمة وربما حضر خالد شيخ محمد القمة،  وبقيت المجموعة مع يزيد صفط وهو عضو محلي في الجماعة الإسلامية قام بتوفير الإقامة بناءً على طلب حنبلي، وتم تصوير كل من المحظار والحازمي سرا في الاجتماع من قبل السلطات الماليزية، التي قدمت المراقبة بناء على طلب من وكالة المخابرات المركزية. وأفادت السلطات الماليزية أن المحظار خاض حديثاً مطولاً مع توفيق بن عطاش أحد اليمنيين وغيرهم ممن تورطوا في تفجير حاملة الطائرات الأمريكية يو إس إس كول. التقى الحازمي والمحظار أيضًا مع فهد القوصو الذي شارك لاحقًا في تفجير المدمرة الأمريكية يو إس إس كول، وبعد الاجتماع سافر المحظار والحازمي إلى بانكوك في تايلاند في 8 يناير وغادروا بعد أسبوع في 15 يناير للسفر إلى الولايات المتحدة.

## في الولايات المتحدة الأمريكية

### دخول الولايات المتحدة

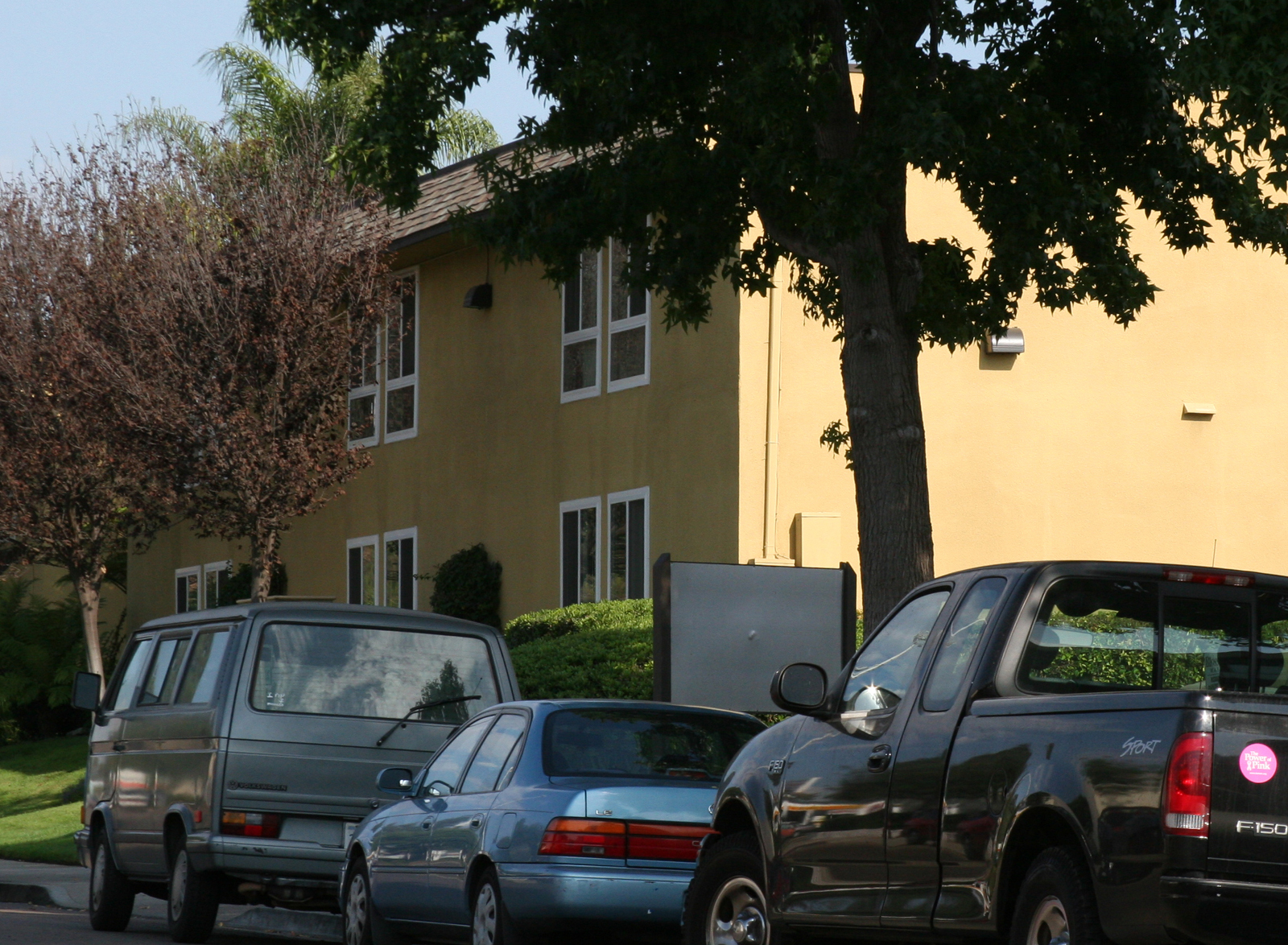
بين فبراير ومايو 2000 كان المحضار ونواف الحازمي يعيشون في مجمع شقق باركوود في كليرمونت ميسا في سان دييغو.

في 15 يناير 2000 وصلا الحازمي والمحظار معًا إلى مطار لوس أنجلوس الدولي قادمين من بانكوك، وتم قبولهم ومنحهم إقامة لستة أشهر،  وبعد دخول البلاد مباشرة التقى نواف والمحظار بعمر البيومي في مطعم المطار، ويزعم بيومي أنه كان يمثل جمعية خيرية تعمل على مساعدة المسلمين وساعدهما في العثور على شقة بالقرب من شقته، وشارك في توقيع عقد الإيجار، وقدم لهما 1500 دولار للمساعدة في دفع إيجارهما.
أثناء تواجده في سان دييغو أخبر شهود عيان مكتب التحقيقات الفيدرالي أنه وميندار لديه علاقة وثيقة مع أنور العولقي،  وتقول السلطات إن الاثنين كانا يحضران بانتظام مسجد مسجد الرباط الإسلامي بقيادة العولقي في سان دييغو، وعقد العولقي العديد من الاجتماعات المغلقة معهم، وحصل الحازمي على وظيفة بدوام جزئي من خلال المسجد في غسيل السيارات.

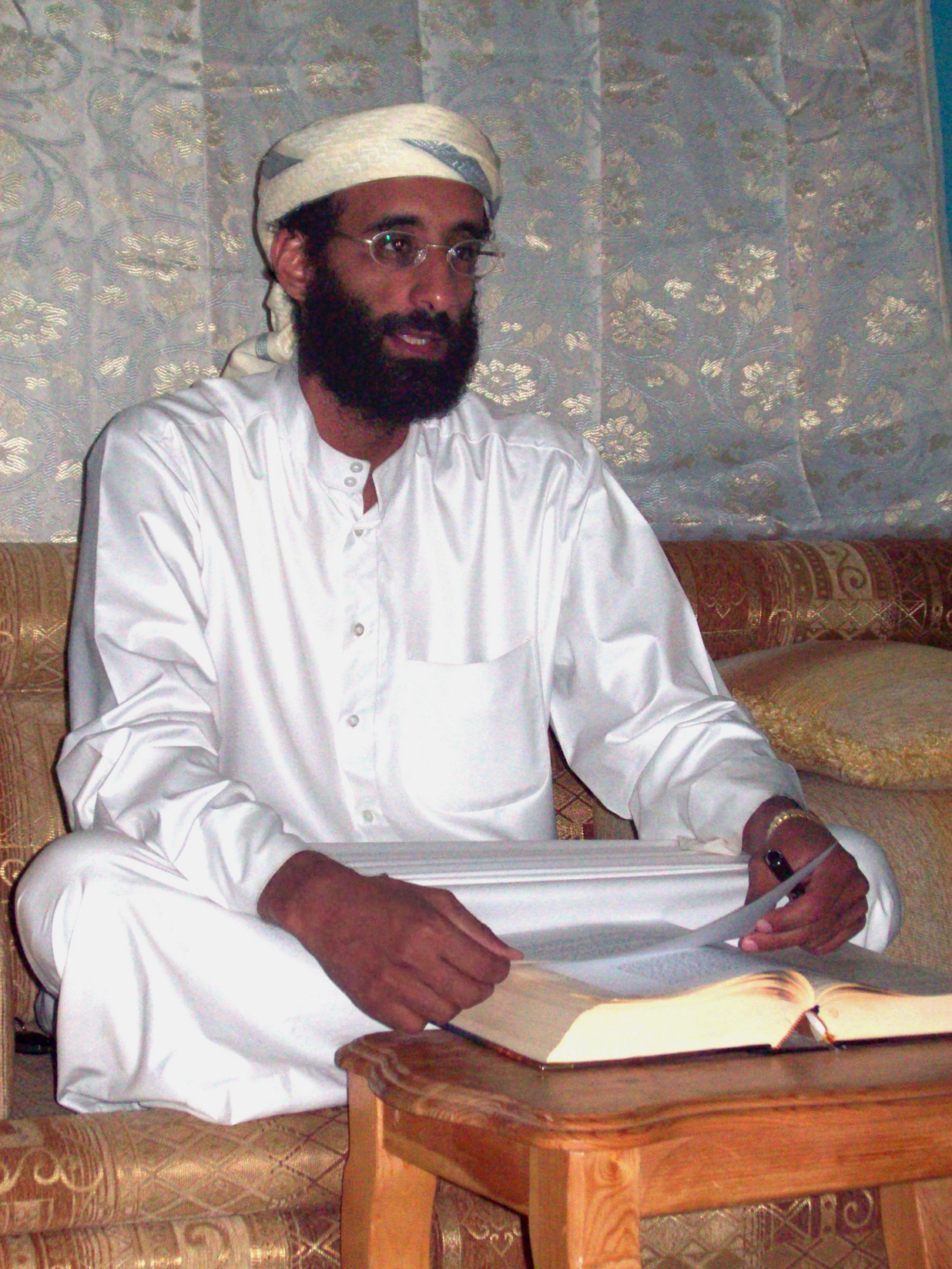
أنور العولقي

في بداية شهر فبراير عام 2000 استأجر المحظار والحازمي شقة في شقق باركوود وهو مجمع مكون من 175 وحدة سكنية في قسم كليرمونت ميسا في سان دييغو، بالقرب من مسجد بالبوا درايف. وفي فبراير اشترى المحظار سيارة تويوتا كورولا موديل 1988،  وأثناء إقامتهم في شقق باركوود ظن الجيران أنهما كانا غريبين، حيث مرت شهور منذ بدء إقامتهم ولم يأتوا بأثاث للشقة، وكانوا ينامون على المراتب على الأرض وكانوا يحملون حقائب صغيرة. وبعد الهجمات أخبر جيرانهم وسائل الإعلام أن الزوجين كانا يلعبان ألعاب محاكاة الطيران باستمرار، وقال سكان إن ما مجموعه أربعة رجال أمضوا وقتًا معًا في باركوود يلعبون في حمام السباحة مثل الأطفال.
في 4 أبريل 2000 حصل الحازمي على درس طيران تمهيدي مدته ساعة واحدة في الكلية الوطنية للطيران في سان دييغو، وحصل كل من المحظار والحازمي على دروس طيران في مايو 2000 في نادي سوربي للطيران، الواقع في مونتغمري فيلد في سان دييغو. وفي 5 مايو درس الحازمي والمحظار درسًا لمدة ساعة واحدة، ودروسًا إضافية في 10 مايو في نادي الطيران Sorbi وقاد الحازمي طائرة التدريب لمدة 30 دقيقة.
ومع ذلك بسبب سوء مهاراتهم في اللغة الإنجليزية لم ينجحوا في تعلم دروس الطيران،  وفي اليوم الأول الذي حضروا فيه أخبروا المدربين أنهم يريدون أن يتعلموا كيفية الطيران من شركة بوينغ،  وأثار المحظار والحازمي الشكوك عندما عرضوا أموالاً إضافية على مدرب الطيران مقابل تدريبهما الطيران. والذي رفض العرض بدوره ولم يفكر في إبلاغ السلطات عن ذلك، ووصفهما لاحقاً بأنهما غير صبورين وأرادوا تعلم الطيران خاصة طائرات بوينغ.
في أواخر مايو 2000 انتقل الحازمي والمحظار من شقق باركوود إلى ليمون غروف القريبة، وفي ذلك الوقت، نقل المحظار تسجيل سيارته إلى الحازمي، وغادر سان دييغو في 10 يونيو 2000، وعاد إلى اليمن مما أغضب خالد شيخ محمد الذي لم يرغب في ترك الحازمي بمفرده في كاليفورنيا.
في 12 يوليو 2000 تقدم الحازمي بطلب لتمديد تأشيرته قبل أن تنتهي صلاحيتها وتم تمديد تأشيرته حتى يناير 2001، ولم يقدم أي طلبات أخرى لتمديدها إلى ما بعد ذلك.
في سبتمبر انتقل نواف والمحظار إلى منزل مخبر مكتب التحقيقات الفيدرالي عبد الستار شيخ،  واستمر نواف في العيش مع الشيخ حتى شهر ديسمبر.
وصل هاني حنجور إلى سان دييغو في أوائل ديسمبر 2000 لينضم إلى الحازمي وفي 10 ديسمبر شوهدوا وهم يغادرون جبل فيرنون إلى فينيكس أريزونا حيث يمكن لحنجور تلقي تدريبات تنشيطية على الطيران، وفي 12 ديسمبر وصلوا إلى ميسا أريزونا، واستأجرا شقة في 22 ديسمبر.

### 2001
في شهر مارس تلقى الحازمي شحنة من مقاطع فيديو في إتش إس بما في ذلك مقاطع فيديو حول طائرتي بوينج 747 وبوينج 777 و «كيف ينبغي لقائد شركة طيران أن يتصرف» وفي وقت لاحق أطلس للطرق وخريطة لمدينة نيويورك ومخطط عالمي للطيران.
في 30 مارس أبلغ الحازمي شركة المرافق الخاصة به أنه قد ينتقل إلى دولة أخرى أو المملكة العربية السعودية، وانتقل هو وهنجور قبل انتهاء فترة استئجار الشقة في نهاية الشهر في طريقهما إلى فرجينيا، وبعد ذلك بيومين في 1 أبريل 2001 قام ضابط شرطة أوكلاهوما بسحب الحازمي بسبب زيادة السرعة في سيارة كورولا إلى جانب عدم استخدام حزام الأمان بإجمالي غرامة تبلغ 138 دولارًا، ولم يتلقى التفتيش الروتيني لرخصة القيادة أي تنبيهات على الرغم من أن اسمه كان معروفًا لكل من وكالة الأمن القومي ووكالة الاستخبارات المركزية الأمريكية كإرهابي مشتبه به.
وكان أنور العولقي قد أصبح إمام مسجد دار الهجرة الإسلامي في العاصمة واشنطن منذ يناير كانون الثاني عام 2001،  بعد ذلك بوقت قصير حضر محاضراته ثلاثة من مختطفي 11 سبتمبر.
بحلول 3 أبريل كان من المحتمل أن يكون مع رفيقه هاني حنجور عندما تم تسجيله في ماكينة الصراف الآلي في فرونت رويال فرجينيا. وبحلول 4 أبريل قابلوا رجلاً يُعتقد أنه أردني اسمه «إياد الرباح» في صباح ذلك اليوم، وكتبت لجنة 9-11 أن الحازمي وحنجور التقيا الرباح في مسجد دار الهجرة الذي كان «تقنيًا في مجال الكمبيوتر» والذي انتقل من ويست باترسون نيو جيرسي، وكان هناك ليسأل أنور العولقي على وظيفة، وقد ساعدهم في استئجار شقة في الإسكندرية وانتقلوا إليها.
توصلت لجنة هجمات 11 سبتمبر إلى أن اثنين من الخاطفين «يحترمان العولقي كشخصية دينية». وقد عثرت الشرطة على رقمه في اتصالات رمزي بن الشيبة وهو الخاطف رقم 20 وذلك عند تفتيش شقته في هامبورغ أثناء التحقيق في هجمات 11 سبتمبر.
في 1 مايو 2001 أبلغ الحازمي الشرطة بأن رجال حاولوا أخذ محفظته خارج مقر إقامته في فيرفاكس فرجينيا، ولكن قبل مغادرة ضابط المقاطعة وقع الحازمي على «بيان بالإفراج» يشير إلى أنه لا يريد التحقيق في الحادث.
في مايو 2001 أقيمت جنازة والدة نضال حسن في مسجد فولز تشيرش، ولم يعرف إذا كان الحازمي حضر الحفل،  وفي 2 مايو وصل اثنان من الخاطفين الآخرين هما أحمد الغامدي وماجد مقدم إلى فرجينيا وانتقلوا معهم. وفي 8 مايو اقترح الرباح أن ينتقل الحازمي والمحظار معه إلى فيرفيلد وساعدوا جميع الخاطفين الأربعة على الانتقال إلى أحد الفنادق فيها. ودعوا مدارس الطيران بالمنطقة، وبعد بضعة أيام قاد الربابة الأربعة إلى باترسون.
اشتبه بعض عملاء مكتب التحقيقات الفيدرالي في أن العولقي أعطى الربابة مهمة مساعدة الحازمي وحنجور، أعتقل الربابة لاحقاً كشاهد أدين بعد أحداث 11 سبتمبر وأتهم بحيازة رخصة قيادة مزيفة وتم ترحيله إلى الأردن.
في 21 مايو انتقل الحازمي مع حنجور إلى شقة في باترسون نيو جيرسي، حيث كان محمد عطا يعيش في نفس المدينة في مكان آخر.
وفي 30 يونيو تعرضت سيارة الحازمي لحادث مروري بسيط على جسر جورج واشنطن المتجه شرقًا،  وكان الحازمي قد حصل على رخصة قيادة في ولاية فلوريدافي 25 يونيو 2001،  وحصل على بطاقة هوية أمريكية في 10 يوليو، حصل أيضًا على رخصة قيادة لفيرجينيا في 2 أغسطس وطلب إعادة إصدارها في 7 سبتمبر.
في 20 يوليو سافر الحازمي وزميله المختطف حنجور إلى منتزه مقاطعة مونتغومري الجوي في ماريلاند في رحلة تدريبية من فايرفيلد، نيو جيرسي.
سافر الحازمي مع ما لا يقل عن خمسة من الخاطفين الآخرين إلى لاس فيجاس نيفادا ست مرات على الأقل في صيف عام 2001. وبحسب ما ورد فقد شربوا الكحول وأنفقوا الأموال للراقصات المتعريات.
على مدار الصيف التقى الحازمي محمد عطا لمناقشة حالة التشغيل شهريًا.
في 23 أغسطس ورد أن الموساد الإسرائيلي أعطى اسمه لوكالة المخابرات المركزية الأمريكية كجزء من قائمة تضم 19 اسمًا قالوا إنهم كانوا يخططون لشن هجوم في المستقبل القريب، وكان منها أربعة أسماء معروفة على وجه اليقين وهم نواف وعطا والشحي والمحظار. في نفس اليوم تمت إضافته إلى قائمة مراقبة دائرة الهجرة والتجنيس مع المحظار لمنعهم من الدخول إلى الولايات المتحدة.
وجدت مراجعة داخلية بعد أحداث 11 سبتمبر أن «كل شيء تم القيام به [للعثور عليهم] كان يمكن القيام به». ومع ذلك لا يبدو أن البحث كان عدوانيًا بشكل خاص، وبحسب ما ورد تم فحص المؤشر وطني للسيارات، ولكن لم يتم الكشف عن تذكرة الحزمي المسرعة لسبب ما. ولم يبحث مكتب التحقيقات الفيدرالي (FBI) عن قواعد بيانات بطاقات الائتمان أو قواعد بيانات الحسابات المصرفية أو تسجيل السيارة، وكان من الممكن أن ينتج ذلك نتائج إيجابية.
تم إدراج الحازمي في دفتر هاتف سان دييغو 2000-2001، ولكن لم يتم البحث فيه إلا بعد الهجمات،  ولم يكن مدرجًا في قوائم مراقبة الإرهابيين، كما لم تنبه لهذا الأمر وكالة الاستخبارات المركزية أو وكالة الأمن القومي إلى مكتب التحقيقات الفيدرالي أو الجمارك أو الهجرة أو الشرطة المحلية ووكالات فرض القانون.
في 27 أغسطس قام الأخوان نواف وسالم بشراء تذاكر الطيران عبر "ترافيلوسيتي ‏" باستخدام بطاقة فيزا تابعة لنواف.
في 1 سبتمبر استأجر نواف الغرفة رقم 7 في Pin-Del Motel في لوريل ميريلاند  وعند التسجيل ذكر رقم رخصة قيادته على أنه 3402142-D، وقدم فندق في نيويورك كمقر إقامة دائم له، وزار زياد جراح الفندق في 27 أغسطس.
اشترى نواف ومظاهر تذاكر الطائرة الخاصة بهما في 11 سبتمبر عبر الإنترنت باستخدام بطاقة ائتمان بأسمائهما الحقيقيتين ولم يثر ذلك أعلامًا حمراء نظرًا لعدم علم إدارة الطيران الفيدرالية بأن الاثنين كانا على قائمة مراقبة إرهابيين.

## الهجمات
في 10 سبتمبر 2001 قام حنجور والمحظار ونواف بالتحقق من فندق ماريوت ريزيدنس في هرندون ، فرجينيا حيث كان يقيم صالح بن عبد الرحمن حسين أحد كبار المسؤولين الحكوميين السعوديين، على الرغم من عدم الكشف عن أي دليل على أنهم التقوا أو علمهم بوجود بعضهم البعض.
في 11 سبتمبر استقل الحازمي رحلة 77 من الخطوط الجوية الأمريكية، حيث كان من المقرر أن تغادر الرحلة في الساعة 08:10 لكن انتهى بها الحال متأخرة 10 دقائق من البوابة D26 في دالاس. حدث آخر اتصال لاسلكي عادي من الطائرة إلى مراقبة الحركة الجوية في الساعة 08:50:51،  وفي الساعة 08:54 أرسل الخاطفون الطيارين تشارلز بورلينجيم وديفيد تشارلزبوي إلى ظهر الطائرة. وبدأت الرحلة 77 في الانحراف عن مسار الرحلة الطبيعي المخصص لها وتحولت جنوبًا. حيث قام الخاطفون بعد ذلك بتعيين الطيار الآلي للطائرة في اتجاه واشنطن العاصمة،  واتصلت الراكبة بربارة أولسون بزوجها المحامي العام للولايات المتحدة ثيودور أولسون، وأبلغوا أن الطائرة قد اختطفت وأن المهاجمين كان لديهم قاطعات شباك وسكاكين. في الساعة 09:37 تحطمت الطائرة في الواجهة الغربية للبنتاغون مما أدى إلى مقتل جميع ركابها الـ 64 (بمن فيهم الخاطفون) إلى جانب 125 في البنتاغون.

## ما بعد الكارثة
تم العثور على سيارة الحازمي من نوع تويوتا كورولا زرقاء في اليوم التالي في ساحة انتظار السيارات في مطار دالاس الدولي، وعثرت السلطات داخل السيارة على رسالة كتبها محمد عطا وخرائط لواشنطن العاصمة ومدينة نيويورك، وشيك تم إعداده لمدرسة طيران فينيكس وأربعة رسومات قمرة القيادة من طراز بوينج 757، وصفحة بها ملاحظات وأرقام الهواتف.
في عملية الاسترداد في البنتاغون لبقايا الرحلة أكدت فرق الطب الشرعي أن اثنين من الخاطفين كانوا إخوة، بناءً على تشابه الحمض النووي الخاص بهم.
بعد عدة أسابيع من الهجمات ذهبت موظفة في فندق Days Inn إلى مكتب التحقيقات الفيدرالي وذكرت أنها تعرفت على صور الحازمي من وسائل الإعلام وقالت بأنها قابلته في الفندق، وكان قد طلب الحصول على تفاصيل عن الفنادق القريبة من لوس أنجلوس، وقالت بأنه لم يذكر اسمه قط.

## روابط خارجية
- تقرير لجنة 11/9 النهائي